# Suds
Suds és una pel·lícula muda dirigida per John Francis Dillon i produïda i protagonitzada per Mary Pickford. Basada en l’obra teatral 'Op o' Me Thumb de Frederick Fenn i Richard Pryce, fou estrenada el 27 de juny de 1920.

## Repartiment
- Mary Pickford (Amanda Afflick)
- Albert Austin (Horace Greensmith)
- Harold Goodwin (Benjamin Pillsbury Jones)
- Rose Dione (Madame Didier)
- Darwin Karr (arxiduc)
- Theodore Roberts (duc imaginari)
- Taylor N. Duncan
- Joan Marsh (nena)
- Nadyne Montgomery
- Hal Wilson

## Argument
Amanda Afflick, una bugadera de Londres amb una gran imaginació romàntica, es veu contínuament humiliada per la seva patrona, Madame Didier. Amanda està enamorada de Horace Greensmith, un client que vuit mesos enrere va portar una camisa per rentar i encara no ha tornat a buscar-la. Explica a les seves companyes de feina que en realitat ella és una duquessa, que la camisa pertany al seu promès, al casament amb el qual el seu pare es va oposar, enviant-la cap a Londres. Els diu que ell un dia tornarà a buscar-la. Mentre espera el seu Lord, Amanda salva Lavender, el vell cavall del repartidor de la bugaderia, de ser enviat a l’escorxador i se l’emporta a casa amb ella. Tenir un cavall en un segon pis no és cosa fàcil i l’endemà ella és expulsada per llogaters indignats.
Per sort, Lady Burke, una filantropa, ve en ajuda de Lavender proporcionant-li acollida a la seva hisenda. Encara que el conductor de la bugaderia, Ben Pillsbury, està enamorat d’Amanda, ella no li fa cas, preferint esperar l’imaginat Lord Horace. Quan Horace Greensmith finalment arriba a buscar la seva camisa, Amanda li suplica que fingeixi que és el seu estimat. Horace simpatitza amb Amanda i la convida a la seva mansió. Allà, en veure el seu estil cockney, s'avergonyeix d'ella i canvia d'opinió. Amanda se n'adona i marxa amb el cor trencat. Més tard és contractada com a dama de companyia de Lady Burke cosa que li permet viure bé. Un dia ella descobreix que Horace és un treballador al camp i s'enamoren l'un de l'altre.